# Arthur English

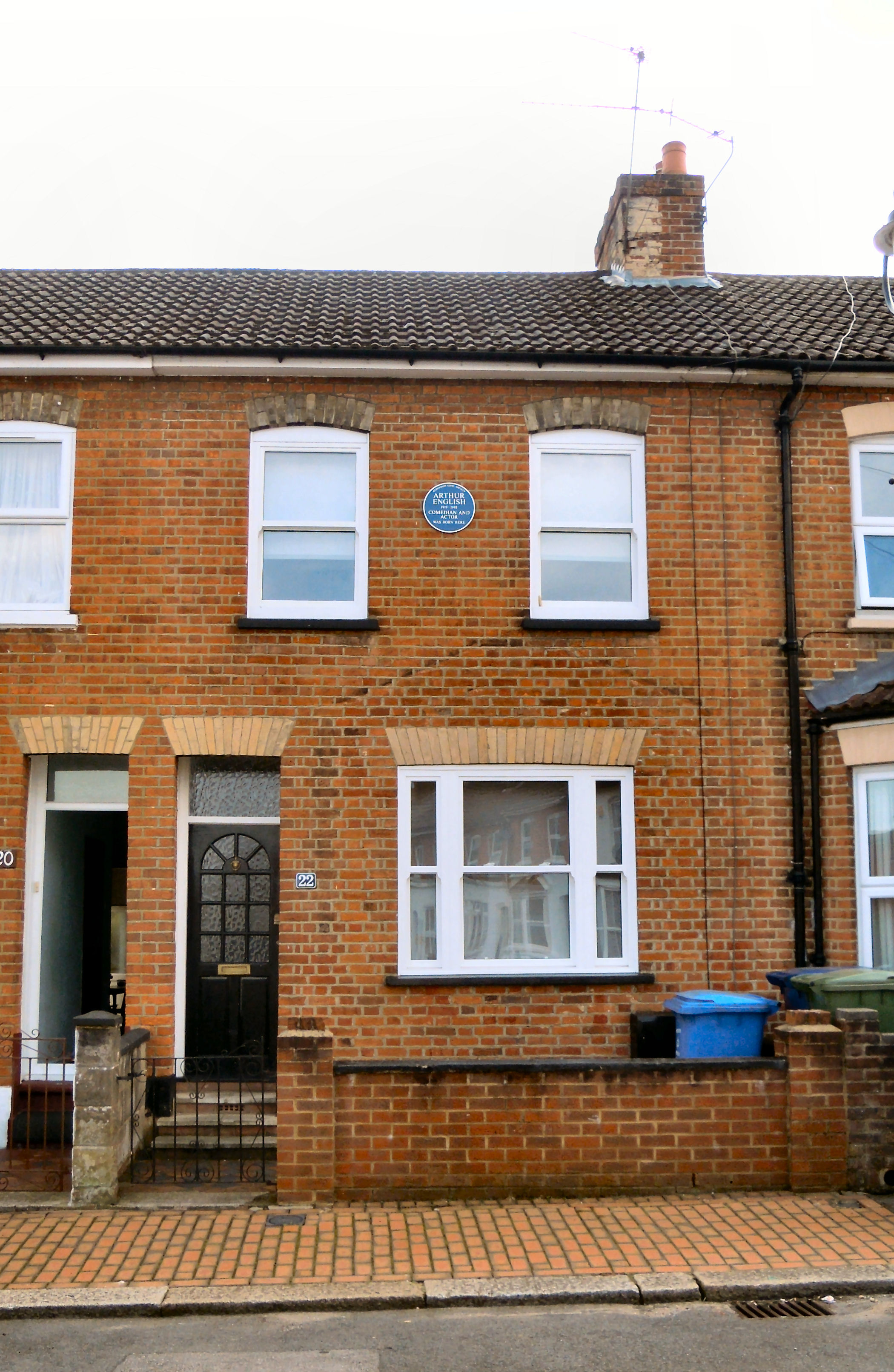
22 Lysons Road, Aldershot (Hampshire). Geboortehuis van Arthur English.

Arthur English (Aldershot, Hampshire, Engeland, 9 mei 1919 - 16 april 1995) was een Engels acteur, die met name bekend werd als Mr. Beverley Harman in de comedyserie en gelijknamige film Are You Being Served?. 
Een emfyseem werd hem op 75-jarige leeftijd fataal.

## Filmografie
- In Sickness and in Health televisieserie - Arthur (Afl. onbekend, 1985-1990)
- Never Say Die Televisieserie - Sid (6 afl., 1987)
- High and Dry televisieserie - Fred Whattle (7 afl., 1987)
- Magnum, P.I. televisieserie - Krantenverkoper (Afl., Deja Vu: Part 1 & 2, 1985)
- Are You Being Served? televisieserie - Mr. Beverley Harmon (48 afl., 1976-1979, 1981, 1983, 1985)
- Play for Today televisieserie - Albert (Afl., Wayne and Albert, 1983)
- The Gentle Touch televisieserie - Jimmy Ogden (Afl., Joker, 1982)
- Maths Count televisieserie - Rol onbekend (1982)
- The Boys in Blue (1982) - Man op motor
- Smuggler televisieserie - Rummy Culbert (Afl., In at the Death, 1981)
- Pygmalion (televisiefilm, 1981) - Alfred Dolittle
- Everyday Maths Televisieserie - Sam (9 afl., 1978-1979)
- The Ghosts of Motley Hall televisieserie - Bodkin (12 afl., 1976-1977)
- Are You Being Served? (1977) - Mr. Beverley Harmon
- The Sweeney televisieserie - Tug Wilson (Afl., Taste of Fear, 1976)
- Second City Firsts Televisieserie - Rol onbekend (Afl., The Frank Crank Story, 1975)
- Malachi's Cove (1974) - Jack Combes
- Crown Court televisieserie - Rol onbekend (Afl., Murder Most Foul, 1973|Winklers, 1974)
- How's Your Father? televisieserie - Ted Cropper (Afl. onbekend, 1974)
- Thriller televisieserie - Freddy (Afl., A Coffin for the Bride, 1974)
- Dixon of Dock Green televisieserie - Knocker White (Afl., The House in Albert Street, 1970|Knocker, 1974)
- Barry McKenzie Holds His Own (1974) - Cockney Spiv
- Doctor in Charge televisieserie - Vincent (Afl., The Devil You Know, 1972|The Pool, 1973)
- Follyfoot televisieserie - Slugger (39 afl., 1971-1973)
- Love Thy Neighbour (1973) - Carter
- Barlow at Large televisieserie - Hall Porter (Afl., Confidence, 1973)
- Dixon of Dock Green televisieserie - Tasty (Afl., The Loser, 1972)
- For the Love of Ada (1972) - Arthur
- Doctor at Large televisieserie - Vincent (Afl., Operation Loftus, 1971|Pull the Other One!, 1971)
- The Laughing Stock of Television (televisiefilm, 1971) - Rol onbekend
- Bless This House Televisieserie - Verkeersagent (Afl., For Whom the Bell Tolls, 1971)
- Percy (1971) - Pub comic
- Dad's Army televisieserie - Politieman (Afl., Absent Friends, 1970)
- Doctor in the House televisieserie - Vincent (Afl., It's All in the Little Blue Book, 1970|The Royal Visit, 1970)
- Friends in High Places (televisiefilm, 1969) - Tweede engel
- Galton and Simpson Comedy televisieserie - Tweede engel (Afl., Friends in High Places, 1969)
- To Lucifer, a Son (televisiefilm, 1967) - Rol onbekend (Voice-over)
- The Hi-Jackers (1963) - Bert
- Echo of Diana (1963) - Punter

- International Standard Name Identifier: 0000 0000 2932 7892
- Library of Congress Control Number: n90711539
- Nederlandse Thesaurus van Auteursnamen: 073032565
- SNAC: w6681878
- Virtual International Authority File: 55780775
- WorldCat: E39PBJmxYgkDkDxvRC4yVwhJXd